# Ryszard Ćmielewski
Ryszard Józef Ćmielewski (ur. 27 lutego 1932 we Wróblach, zm. 16 września 2009 w Poznaniu) – polski urzędnik, działacz państwowy i sportowy, w latach 1977–1982 wicewojewoda poznański.

## Życiorys
Syn Jana i Stanisławy. W 1956 został absolwentem Wyższej Szkoły Ekonomicznej w Poznaniu, po czym rozpoczął karierę w przedsiębiorstwach państwowych. Był m.in. dyrektorem w Zjednoczeniu Przedsiębiorstw Gospodarki Komunalnej i Mieszkaniowej Miasta Poznania, a w latach 60. szefem Miejskiego Przedsiębiorstwa Wodociągów i Kanalizacji w Poznaniu. W latach 1977–1982 pozostawał wicewojewodą poznańskim, jednocześnie od 1977 do 1981 kierował Poznańskim Okręgowym Związkiem Piłki Nożnej. W trakcie jego kadencji w 1979 odbyła się pielgrzymka Jana Pawła II, podczas której Ćmielewski kierował zespołem ds. rewaloryzacji, budownictwa, porządku i czystości, handlu, zaopatrzenia i zakwaterowania. W latach 1982–2000 kierował Miejskim Przedsiębiorstwem Gospodarki Mieszkaniowej w Poznaniu. Działał także w stowarzyszeniach właścicieli nieruchomości oraz w lokalnym kole łowieckim.
Był żonaty, miał syna. 22 września 2009 pochowany na Cmentarzu Junikowo w Poznaniu.

## Odznaczenia
Odznaczony m.in. Krzyżem Oficerskim Orderu Odrodzenia Polski i Złotym Krzyżem Zasługi.